# Saphanodes ivorensis
Saphanodes ivorensis là một loài bọ cánh cứng trong họ Cerambycidae.